# Nguyễn Quốc Hùng (chính khách)
Nguyễn Quốc Hùng (sinh 1969, tại xã Cao Nhân, huyện Thủy Nguyên, thành phố Hải Phòng), là một tướng lĩnh của lực lượng Công an nhân dân Việt Nam, cấp bậc hàm Thiếu tướng Công an nhân dân Việt Nam. Ông hiện là Đại biểu Quốc hội Việt Nam khóa XV thuộc đoàn đại biểu tỉnh Hà Nam, Ủy viên thường trực Ủy ban Quốc phòng và An ninh của Quốc hội, nguyên là Bí thư Đảng ủy, nguyên Cục trưởng Cục trưởng Cục Cảnh sát quản lý hành chính về trật tự xã hội, Bộ Công an.

## Xuất thân
Ông sinh ngày 19 tháng 4 năm 1969 tại xã Cao Nhân, huyện Thủy Nguyên, thành phố Hải Phòng. Ông hiện cư trú tại Quán Nam, phường Kênh Dương, quận Lê Chân, thành phố Hải Phòng. Ông sinh ra trong một gia đình có 05 anh em, bố ông là chiến sỹ Công an nhân dân vũ trang, năm 1979, bố ông đã tham gia chiến đấu và hy sinh ở biên giới Tây Nam.

## Giáo dục
- Giáo dục phổ thông: 12/12
- Tốt nghiệp Trường Đại học Cảnh sát Nhân dân chuyên ngành Luật học
- Thạc sỹ Luật
- Cử nhân chính trị

## Sự nghiệp
Ngày 27 tháng 7 năm 1994, Nguyễn Quốc Hùng gia nhập Đảng Cộng sản Việt Nam.
Nguyễn Quốc Hùng từng giữ các chức vụ lần lượt là Phó trưởng phòng Cảnh sát trật tự, Công an thành phố Hải Phòng, Trưởng Công an huyện Kiến Thụy, Phó Giám đốc Công an thành phố Hải Phòng.
Ngày 01 tháng 7 năm 2020, Đại tá Nguyễn Quốc Hùng được bổ nhiệm chức vụ Giám đốc Công an tỉnh Hà Nam thay cho Đại tá Nguyễn Văn Trung được điều động giữ chức vụ Cục trưởng Cục Cảnh sát giao thông - Bộ Công an.
Chiều 05 tháng 9 năm 2022, tại Hà Nội, Bộ Công an tổ chức Lễ công bố các quyết định của Bộ trưởng Bộ Công an, ông giữ chức Cục trưởng Cục Cảnh sát Quản lý hành chính về trật tự xã hội.
Chiều 05 tháng 12 năm 2022, tại Hà Nội, Bộ Công an tổ chức lễ công bố quyết định của Chủ tịch nước về thăng hàm Thiếu tướng với Đại tá Nguyễn Quốc Hùng, Cục trưởng Cục Cảnh sát QLHC về TTXH.
Ông lần đầu ứng cử đại biểu Quốc hội khóa XV nhiệm kỳ 2021-2026 tại đơn vị bầu cử tỉnh Hà Nam

## Ủy viên thường trực Ủy ban Quốc phòng và An ninh của Quốc hội
Chiều 15/1/2024, Thường trực Ủy ban Quốc phòng và An ninh tổ chức lễ trao nghị quyết của Ủy ban Thường vụ Quốc hội về việc phê chuẩn ủy viên thường trực Ủy ban Quốc phòng và An ninh của Quốc hội khóa XV.
Theo đó, Ủy ban Thường vụ Quốc hội đã phê chuẩn Thiếu tướng Nguyễn Quốc Hùng, đại biểu Quốc hội khóa XV, giữ chức vụ ủy viên thường trực Ủy ban Quốc phòng và An ninh của Quốc hội khóa XV.

## Đại biểu Quốc hội Việt Nam khóa XV nhiệm kỳ 2021-2026
Ngày 23 tháng 5 năm 2021, Nguyễn Quốc Hùng trúng cử Đại biểu Quốc hội khóa XV tại đơn vị bầu cử số 1 tỉnh Hà Nam gồm thành phố Phủ Lý và các huyện: Thanh Liêm, Bình Lục được 287.696 phiếu, đạt tỷ lệ 93,0% số phiếu hợp lệ. Ông trở thành Đại biểu Quốc hội Việt Nam khóa XV, thuộc Đoàn Đại biểu Quốc hội tỉnh Hà Nam.